# Bâtiment de Karlo Helmbold
Le bâtiment de Karlo Helmbold (en serbe cyrillique : Зграда Карла Хелмболда ; en serbe latin : Zgrada Karla Helmbolda) est situé à Zrenjanin, dans la province de Voïvodine et dans le district du Banat central, en Serbie. Avec l'ensemble du quartier ancien de la ville, il est inscrit sur la liste des entités spatiales historico-culturelles de grande importance de la république de Serbie (identifiant no PKIC 48) et, à ce titre, sur la liste des monuments culturels serbes protégés.

## Présentation
Le bâtiment, situé 30 rue Aleksandra I Karađorđevića, a été construit en 1900 pour le bijoutier Karlo Helmbold. Caractéristique du style néo-mauresque, il est attribué à l'architecte István Bart. La présence de ce style est unique dans la région de Voïvodine et l'édifice a peut-être été influencé, avec une adaptation au domaine profane, par la synagogue de Zrenjanin, détruite par les nazis en 1941.
Les formes orientales de l'édifice et la polychromie ont valu au bâtiment de surnom de « Shéhérazade ».
Le bâtiment a été restauré en 2009 et il se présente aujourd'hui sous son apparence originelle.